# یانار تومت
یانار تومت (استونیایی: Janar Toomet؛ زادهٔ ۱۰ اوت ۱۹۸۹) بازیکن فوتبال اهل استونی است.
از باشگاه‌هایی که در آن بازی کرده‌است می‌توان به باشگاه فوتبال نومه کالیو، باشگاه فوتبال سیلامائه کالو، باشگاه فوتبال فلورا تالین، باشگاه فوتبال ویلیاندی تولویک، و باشگاه فوتبال لوادیا تالین اشاره کرد.
وی همچنین در تیم‌های ملی فوتبال زیر ۱۹ سال استونی، زیر ۲۱ سال استونی، زیر ۲۳ سال استونی، و استونی بازی کرده‌است.